# Гимн веры в любовь
«Гимн ве́ры в любо́вь» — третий студийный альбом российской хеви-метал группы «Троя», который вышел на лейбле Metalism Records 23 сентября 2012 года.

## Список композиций
Слова всех песен — Дмитрий Аргенто.
| №                   | Название                | Музыка              | Длительность |
| ------------------- | ----------------------- | ------------------- | ------------ |
| 1.                  | «Гимн веры в любовь»    | Будник              | 6:29         |
| 2.                  | «Небо приветствует нас» | Будник              | 5:15         |
| 3.                  | «Далёкая радуга»        | Будник              | 5:40         |
| 4.                  | «Наше время»            | Будник              | 4:43         |
| 5.                  | «Уйти вслед за ней»     | Будник              | 5:43         |
| 6.                  | «В последний раз»       | Подгорный           | 6:31         |
| 7.                  | «В погоню за солнцем»   | Подгорный           | 5:06         |
| 8.                  | «Алые паруса»           | Будник/Малиновский  | 10:55        |
| Общая длительность: | Общая длительность:     | Общая длительность: | 50:22        |

## Участники записи
- Дмитрий Аргенто — вокал
- Алексей Подгорный — гитара
- Владимир Будник — гитара, клавишные
- Андрей Малиновский — бас-гитара, клавишные
- Анатолий Малиновский — ударные

Дополнительная информация
- Запись, сведение, мастеринг - Игорь Королёв, K.I.V. Records